# Naissance en 1196
Naissance
- 1192
- 1193
- 1194
- 1195
- 1196
- 1197
- 1198
- 1199
- 1200

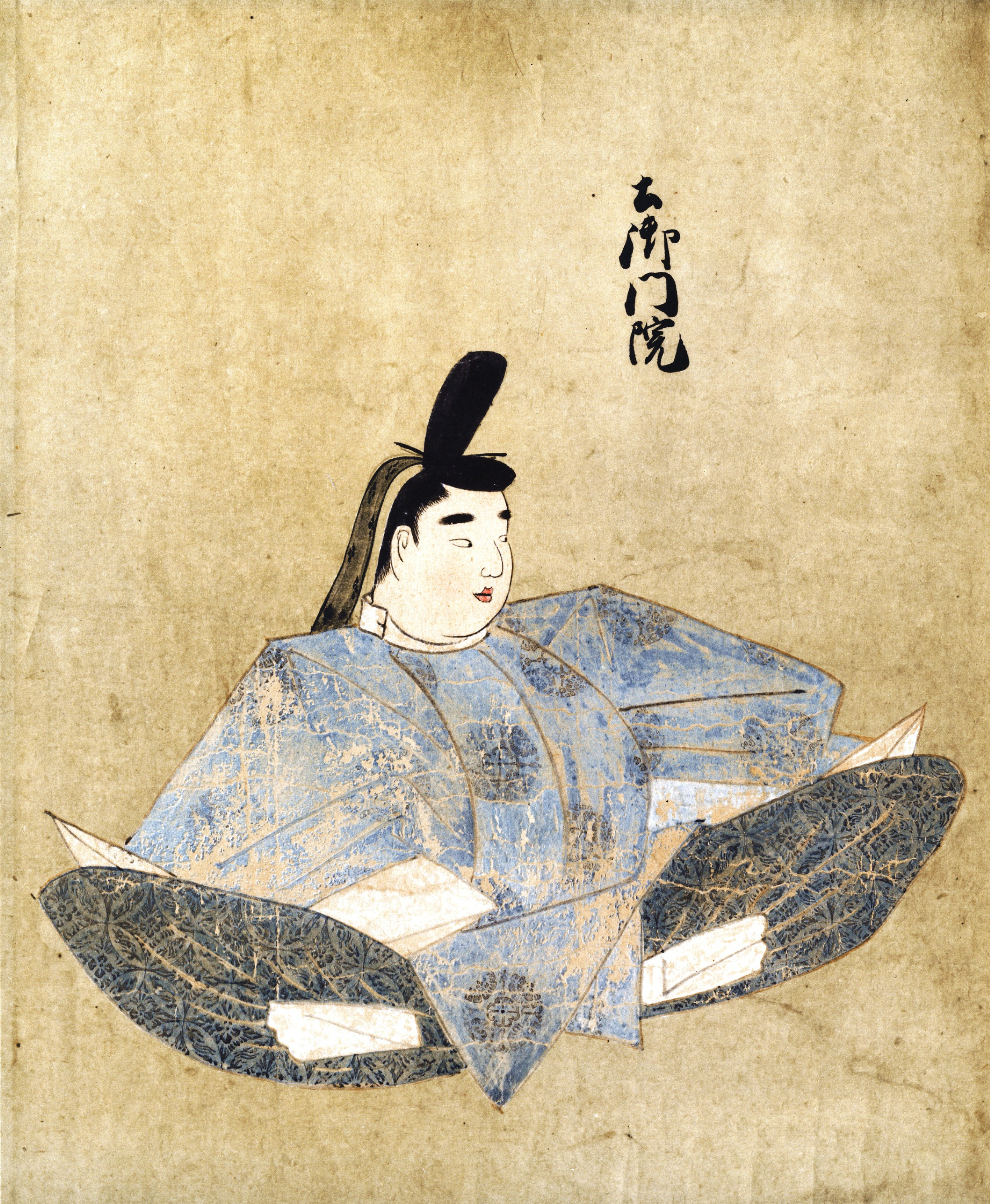
L'empereur Tsuchimikado, né en 1196.

Cette page dresse une liste de personnalités nées au cours de l'année 1196 :
- 3 janvier : Tsuchimikado, 83e Empereur du Japon,
- 27 mars : Sviatoslav IV Vladimirski, tsar de Russie.
- 7 novembre : Prince Dōjo, prince de la famille impériale japonaise.

- Alberico da Romano, condottiere et un troubadour italien.
- Guillaume II de Dampierre, seigneur de Dampierre et seigneur de Beaumont (Hainaut).
- Henri V du Palatinat, comte palatin du Rhin titulaire.

## Crédit d'auteurs
- Cet article est partiellement ou en totalité issu de l'article intitulé « 1196 » (voir la liste des auteurs).